# Xylotrupes macleayi
Xylotrupes macleayi es una especie de escarabajo rinoceronte del género Xylotrupes, familia Scarabaeidae. Fue descrita científicamente por Mountrouzier en 1855.
Se distribuye por Australia, Islas Salomón y Woodlark (Papúa Nueva Guinea).

## Subespecies
- Xylotrupes macleayi szekessyi
- Xylotrupes macleayi asperulus